# Castelul Špilberk
Castelul Špilberk (în germană Spielberg) este un castel situat pe vârful unui deal din orașul Brno, Moravia de Sud. Construcția sa a început în prima jumătate a secolului al XIII-lea din dispoziția regilor dinastiei Přemyslid și a fost terminată de către regele Ottokar al II-lea al Boemiei. El era inițial un castel regal important și sediu al margrafilor Moraviei la mijlocul secolului al XIV-lea, dar a fost transformat treptat într-o fortăreață uriașă în stil baroc, ce a devenit cea mai dură închisoare din Austro-Ungaria și apoi o cazarmă. Această închisoare a făcut parte întotdeauna din cetatea Špilberk. 

## Istoric
Orașul Brno a cumpărat castelul în 1560 și l-a transformat într-o fortăreață municipală. În anul 1620, după ce au fost înfrânți în Bătălia de la Muntele Alb în data de 8 noiembrie, conducătorii moravi ai insurecției antihabsburgice au fost închiși în castelul Špilberk timp de mai mulți ani. Fortificațiile și bastioanele castelului Špilberk au contribuit la apărarea orașului Brno împotriva incursiunilor suedeze din cursul Războiului de Treizeci de Ani, iar ulterior castelul a fost întărit și mai mult, dobândind o funcție militară decisivă. 
În același timp, castelul Špilberk a fost folosit ca închisoare. Primii prizonieri aduși aici au fost protestanții, urmați mai târziu de participanții la revoluțiile din 1848-1849, deși au fost internați și infractori de drept comun (criminali, hoți și infractori mărunți). Franz Freiherr von der Trenck, militar austriac și una dintre cele mai controversate persoane din acele vremuri a fost, de asemenea, închis și a murit aici la 4 octombrie 1749. Mai târziu au ajuns aici câțiva revoluționari francezi importanți capturați în  timpul războaielor coaliției antifranceze, cel mai cunoscut dintre ei fiind Jean-Baptiste Drouet, fostul șef al poștei din Sainte-Menehould care l-a arestat pe regele Ludovic al XVI-lea. Un grup de cincisprezece iacobini maghiari conduși de scriitorul Ferenc Kazinczy sunt, de asemenea, de remarcat. 

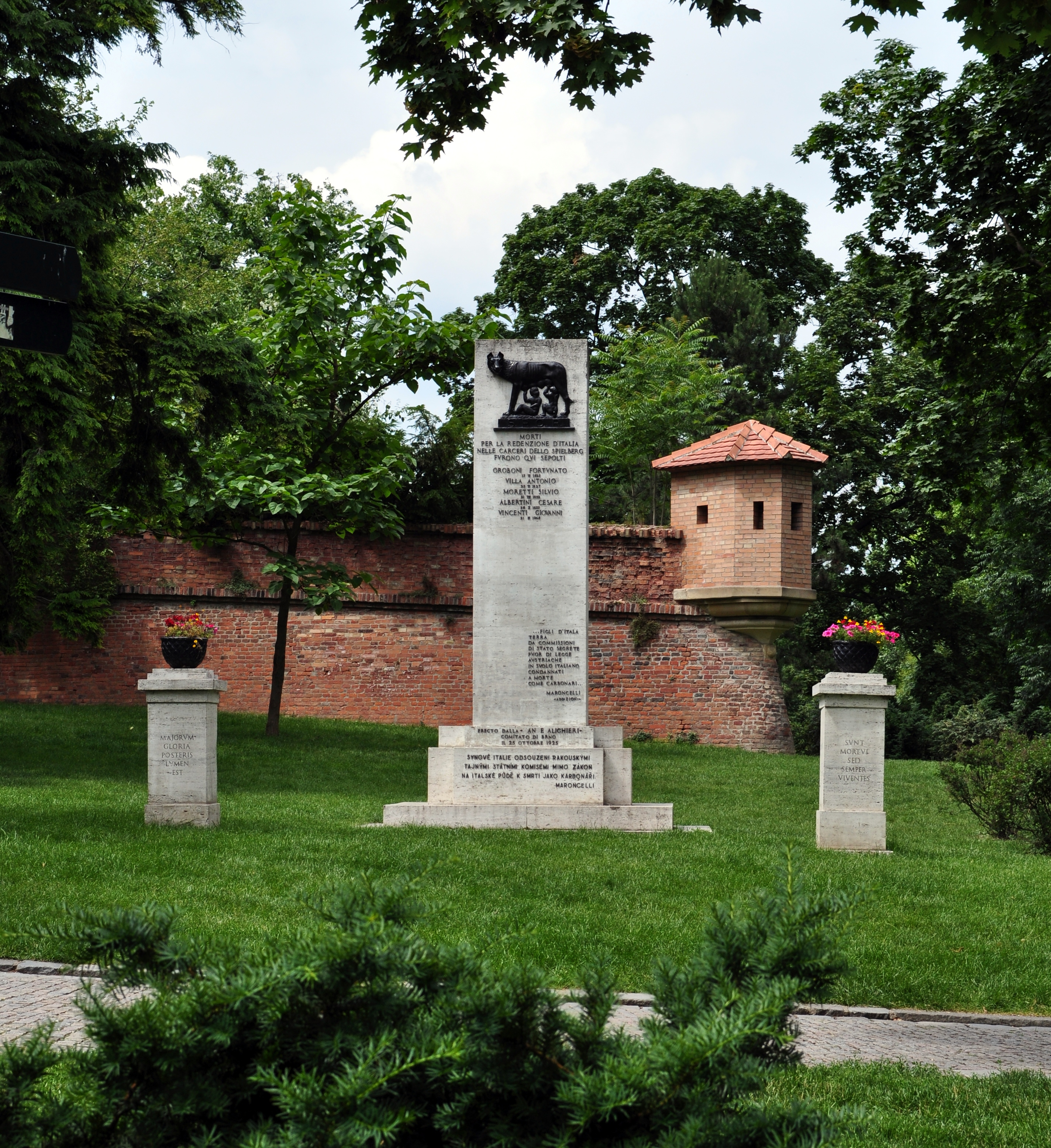
Monument în memoria carbonarilor italieni

După mai mult de un sfert de secol, începând de prin 1822, celulele special construite pentru "prizonierii statului" în aripa de nord a fostei cetăți au fost umplute cu patrioții italieni cunoscuți sub numele de carbonari, care luptau pentru unirea, libertatea și independența țării lor. Poetul Silvio Pellico, care a fost internat aici timp de opt ani, a contribuit la celebritatea europeană a închisorii Špilberk prin cartea sa Le mie prigioni – Închisorile mele.
Ultima mare grup „național” de deținuți politici de la Špilberk a fost format din aproximativ 200 de revoluționari polonezi, participanți în majoritate la Revolta din Cracovia din 1846. După aceea, împăratul austriac Franz Joseph a desființat închisoarea Špilberk în 1855 și după plecarea ultimilor prizonieri, trei ani mai târziu, clădirile sale au fost transformate în cazărmi, având această funcționalitate timp de o sută de ani.
Špilberk a intrat în conștiința publică ca un centru al suferinței și opresiunii în două ocazii; mai întâi, în timpul Primului Război Mondial, când au fost închiși aici, în afară de prizonieri militari, opozanți civili ai regimului austro-ungar și apoi în primul an al ocupației naziste a Cehoslovaciei. Mai multe mii de patrioți cehi au suferit în Špilberk la acea vreme, unii dintre ei fiind condamnați la moarte. Pentru majoritatea lor, Špilberk a fost doar o oprire în drumul lor către alte închisori germane și lagăre de concentrare naziste. În perioada 1939-1941, Armata Germană și Gestapo-ul au organizat o amplă reconstrucție a cetății Špilberk, în scopul de a o transforma într-o cazarmă model în spiritul istoricismului romantic atât de iubit de ideologii celui de-al Treilea Reich.
Armata Cehoslovacă a părăsit castelul Špilberk în 1959, punându-se astfel capăt unei perioade îndelungate de folosire a fortificației în scop militar. În anul următor, Špilberk a devenit sediul Muzeului Orășenesc Brno.

## Imagini

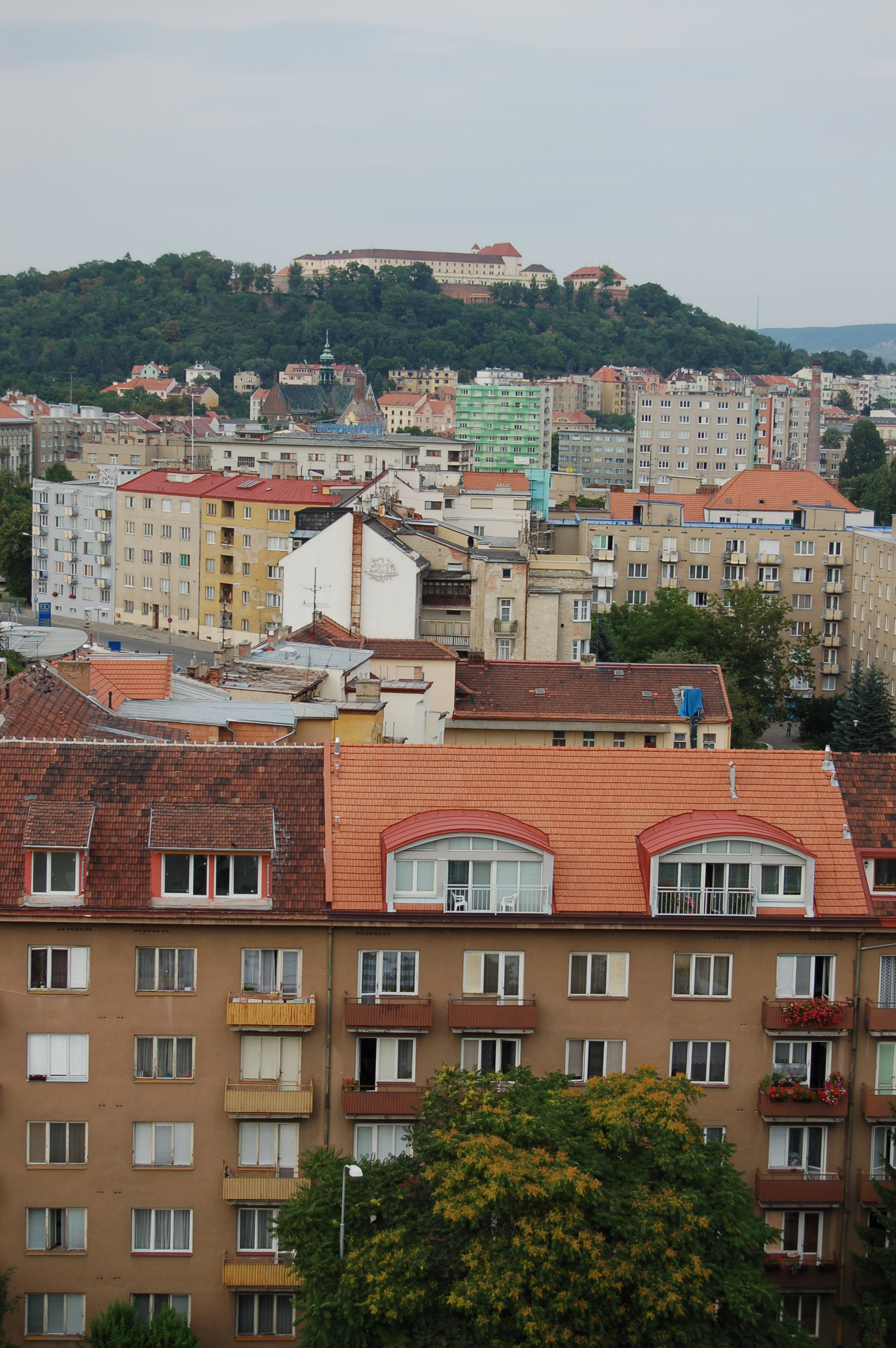
Castelul Špilberk
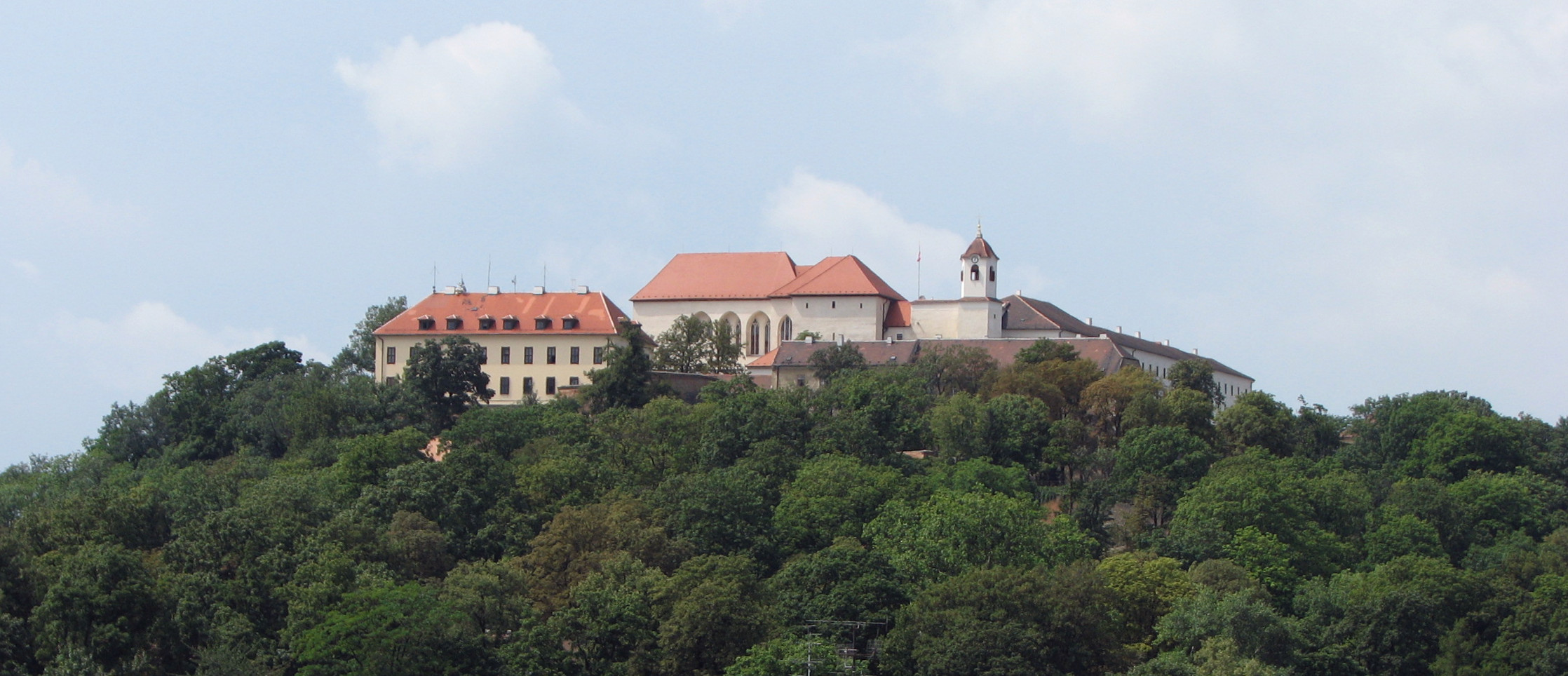
Castelul Špilberk
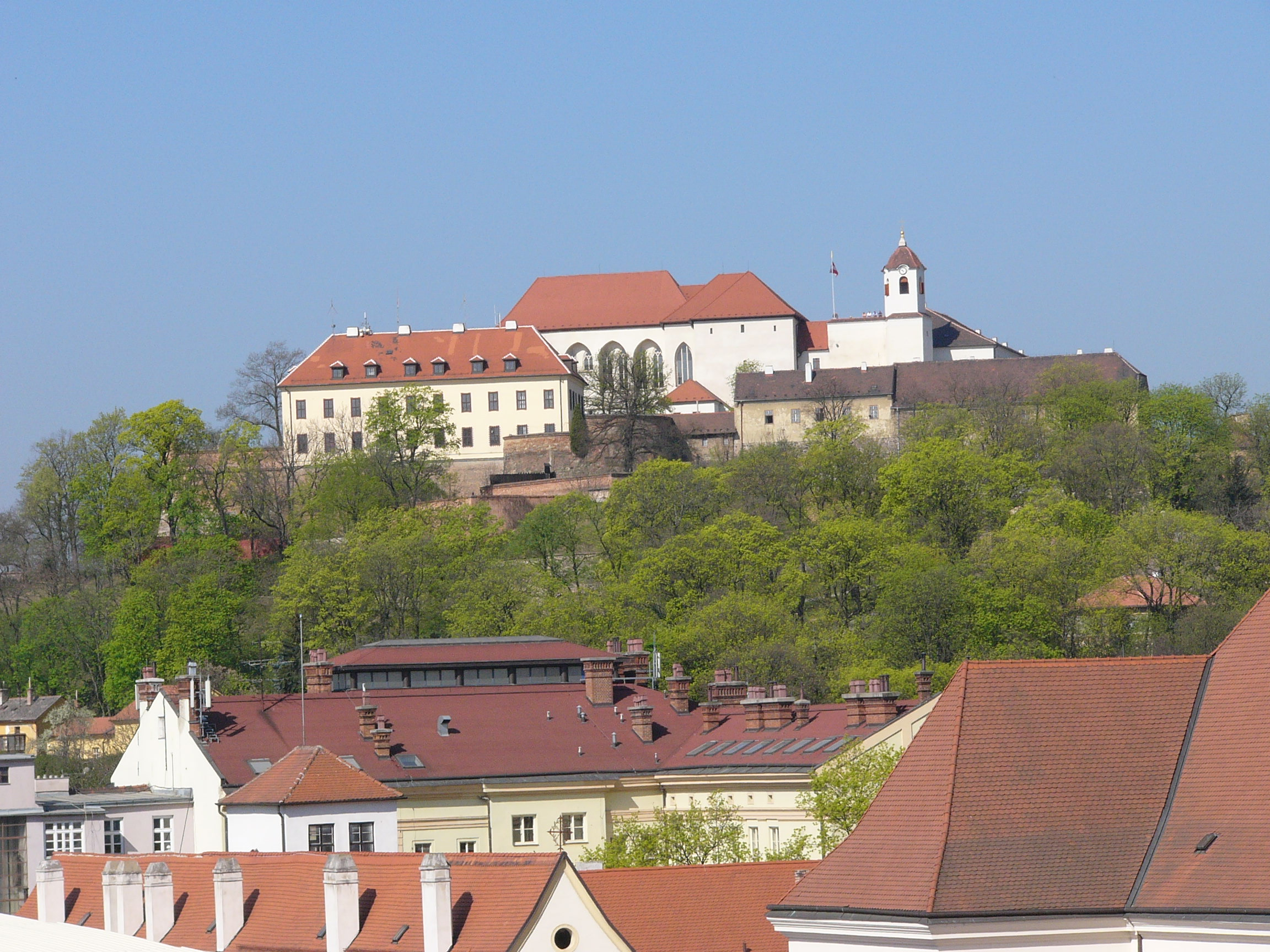
Castelul Špilberk